# 湖州市第二中学
湖州市第二中学，简称湖州二中，位于浙江省湖州市。

## 校训
“养天地正气，法古今完人”
原出自孙中山先生的手书。一九二九年，时任东吴大学校长杨永清将此做为东吴大学校训。“养天地正出气”出自《孟子·梁惠王上》：“吾善养吾浩然之气”、“况浩然者乃天地之正气也”。后又有文天祥《正气歌》：“天地有正气……於人曰浩然，沛乎塞蒼冥”，“是氣所磅礡，凜烈萬古存”。英文为Unto a full-grown man。

## 校史
湖州二中创办于1901年， 1915年隶属苏州东吴大学，1932年更名为“东吴大学吴兴附属中学”，是当时湖州最早的一所完全中学。1952年与湖郡女子中学合并，1958改称湖州二中。1977年被确定为浙江省重点中学，1997年被评为浙江省一级重点中学，1998年迁入湖州学士路新校区。

## 知名教师
化學老師 楊五六 廖春華 宋宣（全國功勳教師）
英文老師 潘健男（浙江省特级教師） 王奇峰
美術教師 姚翀

## 知名校友
- 谈家桢：中国科学院院士，著名遗传学家
- 高尚荫：中国科学院院士，微生物学家、病毒学家
- 卢良恕：中国工程院院士，中国著名的小麦育种与栽培学家
- 钦俊德：中国科学院院士，著名昆虫生理学家
- 王仁：中国科学院院士，著名固体力学、地球动力学家和力学教育家
- 方柏容：纺织教育家、化学纤维和环境治理专家，中国化纤专业学科的创始人之一，也是纺织系统环保专业的奠基人

## 历任校长
- 邱丽英
- 孙闻远
- 过云亮   （1984-1987）
- 张泱     （1998~2010）
- 朱建民（2011-?）
- 江旭峰（?）ps：二中在校生发现有点不对劲所以改的，我也不知道江校什么时候上任的
- 郑璐 (现在)

## 链接
- 湖州二中